# 南長野運動公園総合球技場
南長野運動公園総合球技場（みなみながのうんどうこうえんそうごうきゅうぎじょう）は、長野県長野市の南長野運動公園にあるサッカー・ラグビーなどの球技専用スタジアム。施設は長野市が所有し、南長野スポーツマネージメント共同事業体が指定管理者として運営管理を行っている。

## 概要

### 当初の設備
1998年の長野冬季オリンピックのメイン会場となった長野オリンピックスタジアム（野球場）を含む南長野運動公園内の一施設として、2002年に完成した。天然芝グラウンド（148m×74m）1面を有し、照明設備4基を備えていたが、大型映像装置は無かった。
その後はAC長野パルセイロ（当時は北信越リーグ→JFL所属）やAC長野パルセイロ・レディース（以下「パルセイロL」、当時は日本女子サッカーリーグ所属）がホームスタジアムとして使用したほか、北信越フットボールリーグ（アルティスタ東御、上田ジェンシャンなど）の公式戦、長野県サッカー選手権大会（天皇杯全日本サッカー選手権大会長野県予選）、全国高等学校サッカー選手権大会の県予選、全国高等学校ラグビーフットボール大会長野県予選、東海学生アメリカンフットボールなどに利用されていた。

### 2015年の改築後
元々は収容人員6,000人の小規模な球技場だったが、AC長野パルセイロのJ1参入目標を視野に施設の全面改築を実施。2013年8月に既存施設が取り壊され、2014年1月から工事に着手。2015年3月に全面改築工事が完了した。新スタンドは上から見た姿がアルファベットの「U」字型をしており、古代オリンピックが行われたコロシアムをイメージして設計されている。
2016年4月1日、指定管理者が電算およびコナミスポーツ&ライフから南長野スポーツマネージメント共同事業体へ変更された。
命名権については2015年9月より募集するも企業からの応募がないこともあってこれを中止し、スタジアムの愛称を市民からの公募で決める事となり、2016年11月に愛称を「長野Uスタジアム」（ながのユースタジアム）とする事が発表された。パルセイロのホームゲームでは2017年シーズンよりこの名称が使用される。

## 改築工事に至る経緯
2011年
パルセイロが日本フットボールリーグへ昇格したのに伴い、メインスタンド上段にマッチコミッショナー室や医務室を兼ね備えたプレハブ席を設置した。
なお、パルセイロが日本プロサッカーリーグに加盟するためにはJリーグ ディビジョン2開催基準に適合したスタンドの増築が必要となるが、巨額の経費が見込まれるため、具体的な改築計画策定には至っていなかった。また、一部報道によると公園全体の敷地が狭く、都市公園法で定められている建ぺい率等の法規制をクリアすることが困難であるとされ、長野市側はこれまで公式な見解を示さなかった。
11月、長野市によるパルセイロのJリーグ準加盟申請に必要な支援文書中に、「南長野運動公園総合球技場の改修は可能」と盛り込むことが明らかとなったが、改修の時期や50～60億円と見込まれる改修費用の予算取りはこれから検討するとした。
パルセイロがJリーグ準加盟を2011年末に申請したものの継続審議となったが、これはスタジアムのJ規格への整備計画年度が長野市側（2016年度以後）とパルセイロ側（2014年度）とで異なるためであった。その後パルセイロは同年に、2016年シーズン開始までに同競技場を改修する計画を提示した上で再度申請を行い、準加盟が認められた。
2012年
8月29日、長野市による改修の概算が発表された。予算については当初の60億円程度との試算を上回り、80億円を要することが明らかにされた。これは、当初の計画ではJ2仕様である1万人収容規模としていたが、J1仕様の1万5千人収容規模とすること（芝生の縦方向のサイズを130mに縮小し、その分ゴール裏の座席を新設する）やメインスタンドへの屋根の設置、駐車場の整備等を盛り込んだため大幅に膨らんだ。財源についても国庫支出金38億円を見込み、残りを市債や一般財源にするなどと発表された。
設計・施工については設計施工一体型の公募型プロポーザル方式を採用。工期についても2012年度末までに設計施工者の選定を行い、2013年度末までに設計、現施設の解体を行い工事に着手し、2016年度シーズンからの使用開始を見込むが、業者側からの提案によっては工期が短縮される可能性もあるとした。
2013年
長野市が公募した整備事業プロポーザルに大手ゼネコンを中心企業とした5JVが参加。2月12日に、竹中工務店・東畑建築事務所・北信土建・千広建設・アーキプランのJVを設計・施工者に選定した。事業費は71億4千万円。事業費では竹中を下回る提案があったものの、プレキャストコンクリートを積極的に用いる工法を採用することで長野市の当初想定より8ヶ月の工期短縮をはかり2015年シーズンに間に合う工程としたこと、長野の自然環境を考慮したライフサイクルコスト削減につながるプランニングにより高評価を得た。解体工事が2013年8月より実施され、2014年1月より本体工事に着工。2015年2月末までに完成させ、2015年3月に供用を開始する予定
収容人員については15000人とするが増設可能であるとされた。屋根は4面全面に設置にするとされた。芝生の生育をしやすくすることを配慮し、南側ゴール裏スタンドは屋根を含めやや低めにセットされ、また南北サイドスタンド下全面に風道を設け、芝の管理に十分な配慮がされたものになる予定である。また太陽光発電を活用し、維持管理費を削減するものであるとされた。 また、3月21日に選定の説明資料が公開され、アウェイ側となる南側サイドスタンド以外の3面を2層式のU字型スタンドとすることや、サイドスタンドは車椅子席を除き立見席とすることとし、収容人員はVIP(84席)、立見席(5154席)、グループ席(144席)、車椅子席(56席)含めて15525人(この他に記者席80席)となる計画であるとの詳細が発表された。
これに先立ち、パルセイロおよびパルセイロLを運営する株式会社長野パルセイロ・アスレチッククラブは本競技場が改修される2013年夏～2014年度の公式戦主催試合を佐久総合運動公園陸上競技場（佐久陸）で代替開催する旨の協定を佐久市と締結した。なお、2013年シーズンについてパルセイロは8月以降のホームゲーム6試合を、パルセイロLは同じくホームゲーム2試合を佐久陸で開催した。
2014年
2月5日、長野県が改修費用の一部として5億円程度の補助をする方針である事が明らかになった。長野市によると 当初計画の71億円から人件費増加、消費税増税等の理由から79億7千万円になったとされ、国からの補助金38億円、市債32億円、寄付金6億円、市の一般財源4億円を財源として見込むものの、寄付金が予定額を2013年末時点で約1800万円と大幅に下回っている など確保の見通しが立っていないことから、1月に加藤久雄長野市長が阿部守一長野県知事に対して要望書を提出した。(その後、パルセイロを支える有志や自治体の広報活動の努力などにより、2014年12月末現在で、1億7千万円を超える寄付金が集まっている)
8月には、当初は立見席とする計画であったサイドスタンドを椅子席に変更することが発表された。建設コスト削減の目的で立見席とする計画であったが、日本サッカー協会との打ち合わせで出た意見（日本サッカー協会が定めるガイドライン「スタジアム標準」への準拠等）などを検討した結果椅子席とすることにした。市の発表では国際大会の招致のためには全席に椅子が必要であること、サッカー日本女子代表（なでしこジャパン）や男子のアンダー代表の試合開催の可能性があること、2020年の東京五輪の際のキャンプ地となる可能性があること、が説明された。これにより全席に椅子が設置されることになるが、完成は計画通り2015年2月末の予定である。
10月には、当球技場に誘致を予定していた2019年ラグビーワールドカップの試合会場の立候補を長野市が断念したと報道された。
12月、2015年5月28日にサッカー日本女子代表の国際親善試合が開催されることが発表された。対戦相手、開催時刻は発表時点では未定。2015年6月に行われる2015 FIFA女子ワールドカップの前の最後の国際親善試合として、5月24日開催の香川県立丸亀競技場と共に選ばれた。長野県内での日本代表の試合は、アルウィンで2010年5月8日に女子アジアカップの壮行試合として行われたメキシコ代表戦以来2回目。
その後2015年2月にキリンチャレンジカップ2015としてイタリア女子代表と対戦することが発表された。
2015年
1月22日に発表されたリーグ戦日程で3月22日の明治安田生命J3リーグ第2節「AC長野パルセイロ vs. SC相模原」戦が南長野球技場の改修後最初の試合となることが決定し、2015年はパルセイロのホームゲーム全試合が南長野での開催となることになった。
3月8日、竣工式と内覧会が行われた。

## 開催された主なイベント・大会

### サッカー

#### 国内大会
- AC長野パルセイロのホームゲーム
- AC長野パルセイロ・レディースのホームゲーム
- Jリーグ公式戦（カターレ富山がホームゲームを開催）。
- 天皇杯 JFA 全日本サッカー選手権大会
- 皇后杯 JFA 全日本女子サッカー選手権大会
- 全国高等学校サッカー選手権大会長野県大会
- 長野県サッカー選手権大会（天皇杯長野県予選）
- 北信越フットボールリーグ公式戦

#### 国際大会
- サッカー女子日本代表強化試合
  - 2015年5月28日 - キリンチャレンジカップ2015・対イタリア（初の日本女子代表の公式戦）
  - 2017年10月22日 - MS&ADカップ2017・対スイス
  - 2022年10月9日 - MS&ADカップ2022・対ニュージーランド
- Jリーグインターナショナルユースカップ

### ラグビー

#### 国内大会
- 関東大学ラグビーリーグ戦グループ
- 関東大学春季大会
- 全国高等学校ラグビーフットボール大会長野県予選

#### 国際大会
- 2018年6月2日 - ラグビー国際親善試合・イタリア選抜×ヤマハ発動機ジュビロが対戦

## アクセス
- JR信越本線、篠ノ井線、しなの鉄道線・篠ノ井駅東口から長野市地域循環コミュニティバス「篠ノ井ぐるりん号」で「南長野運動公園」下車

平日11本のうち、運動公園経由は4本のみ。土曜・休日は全便運休。
- 篠ノ井駅東口からタクシー約10分、徒歩約40分
  - Jリーグ開催時は、篠ノ井駅東口よりシャトルバスが運行される[26]。

## ギャラリー

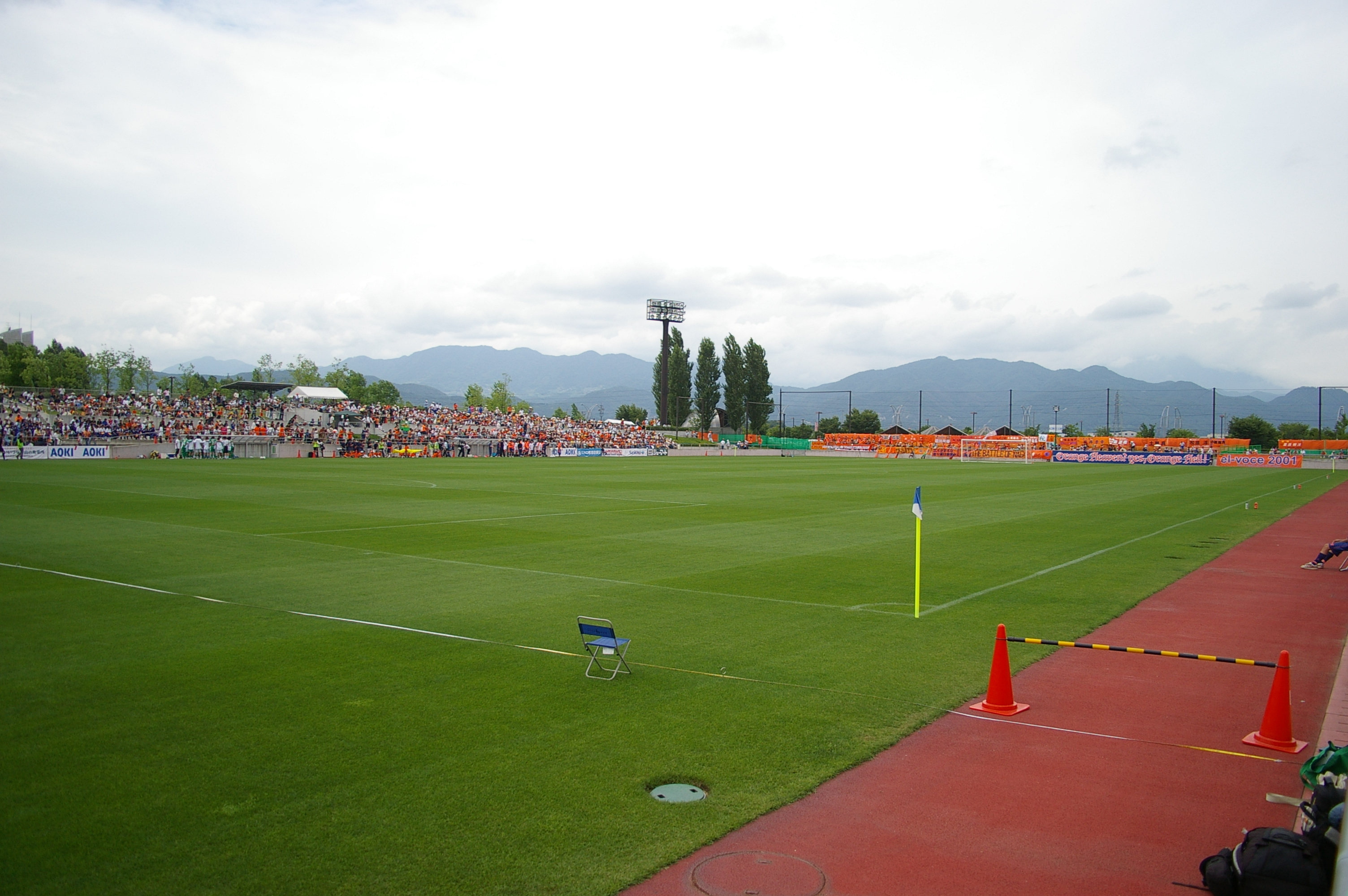
2013年に解体される以前の総合球技場
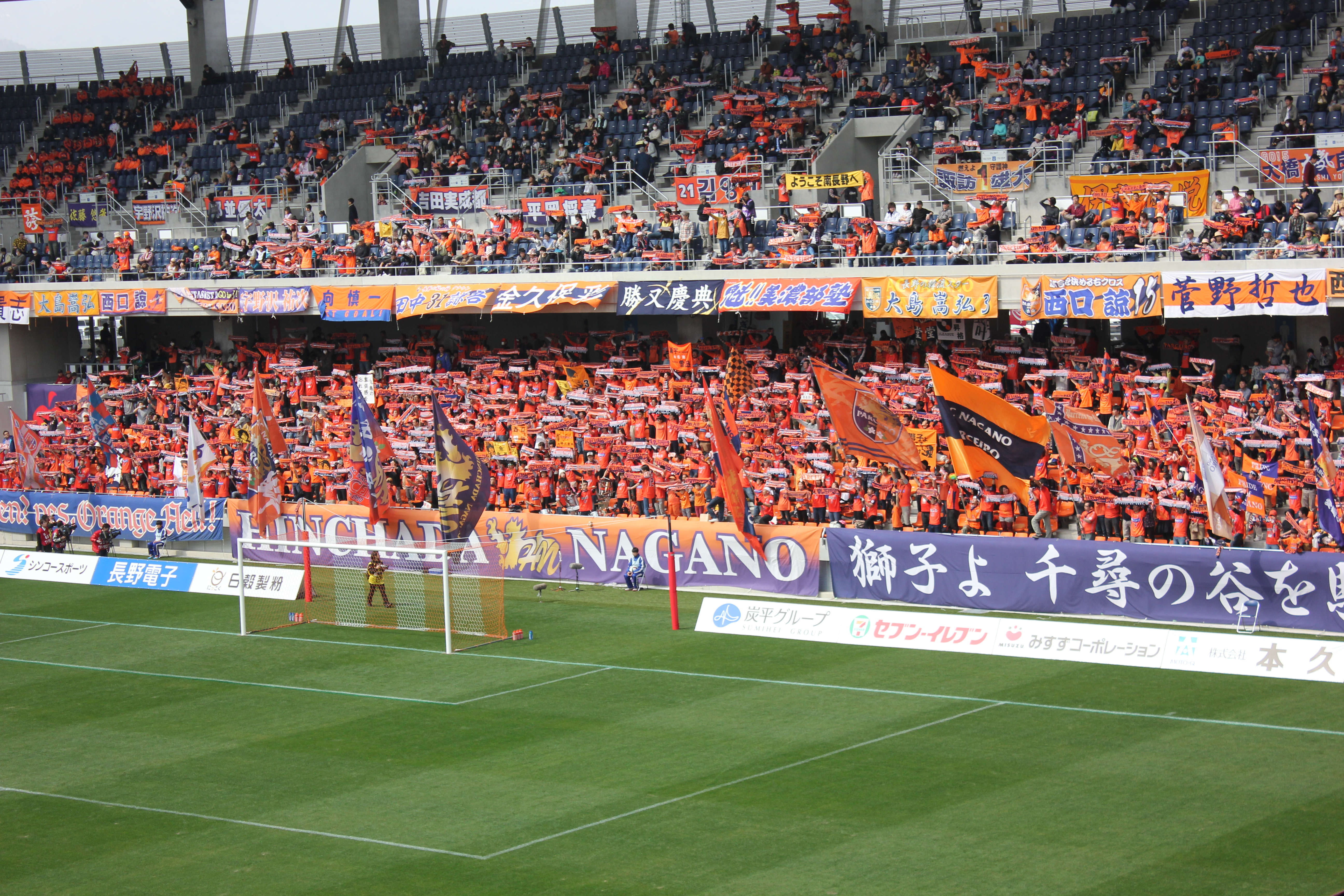
同球技場で応援する長野パルセイロサポーター
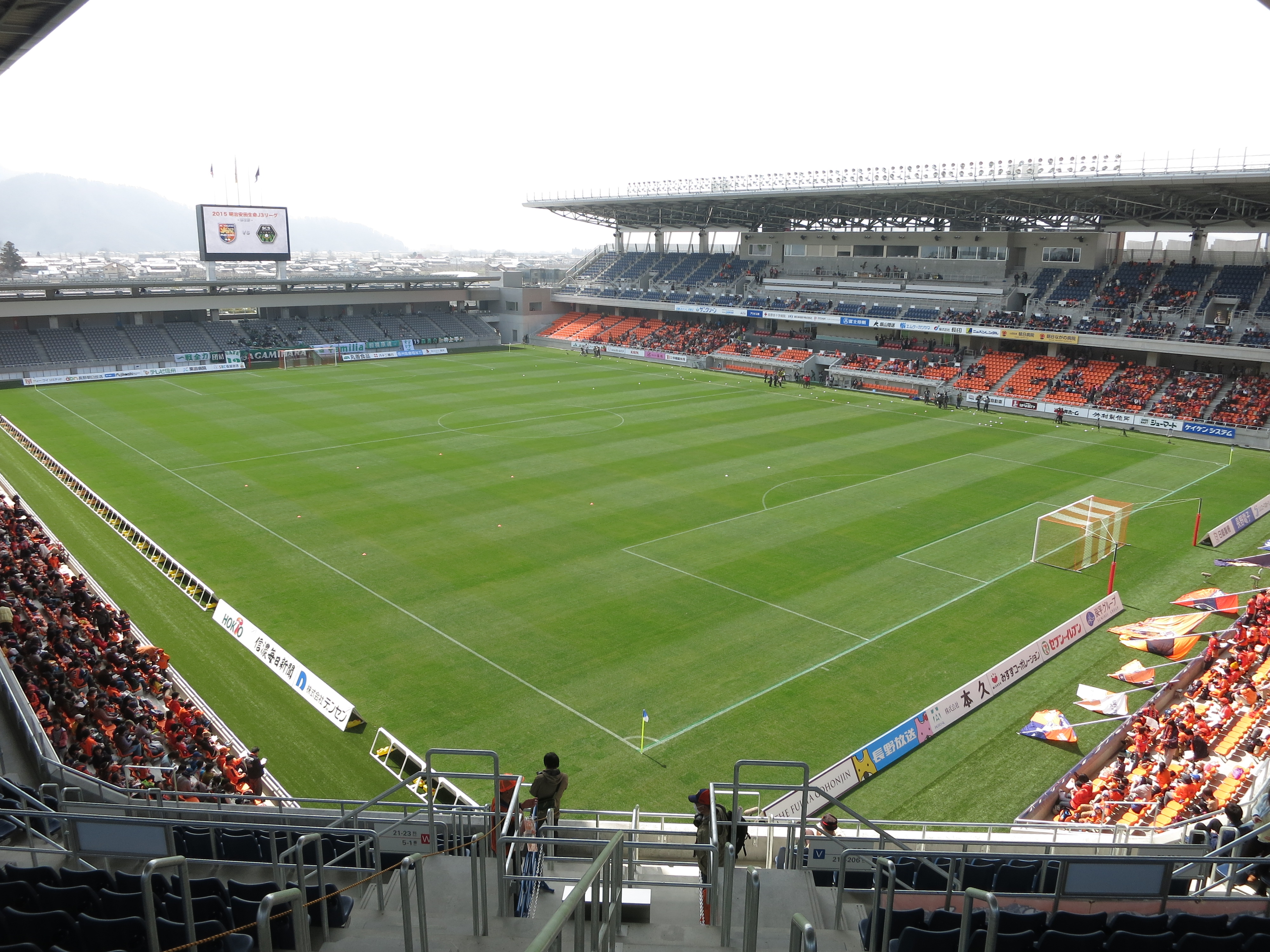
バックスタンドホーム側からメインスタンドを見る
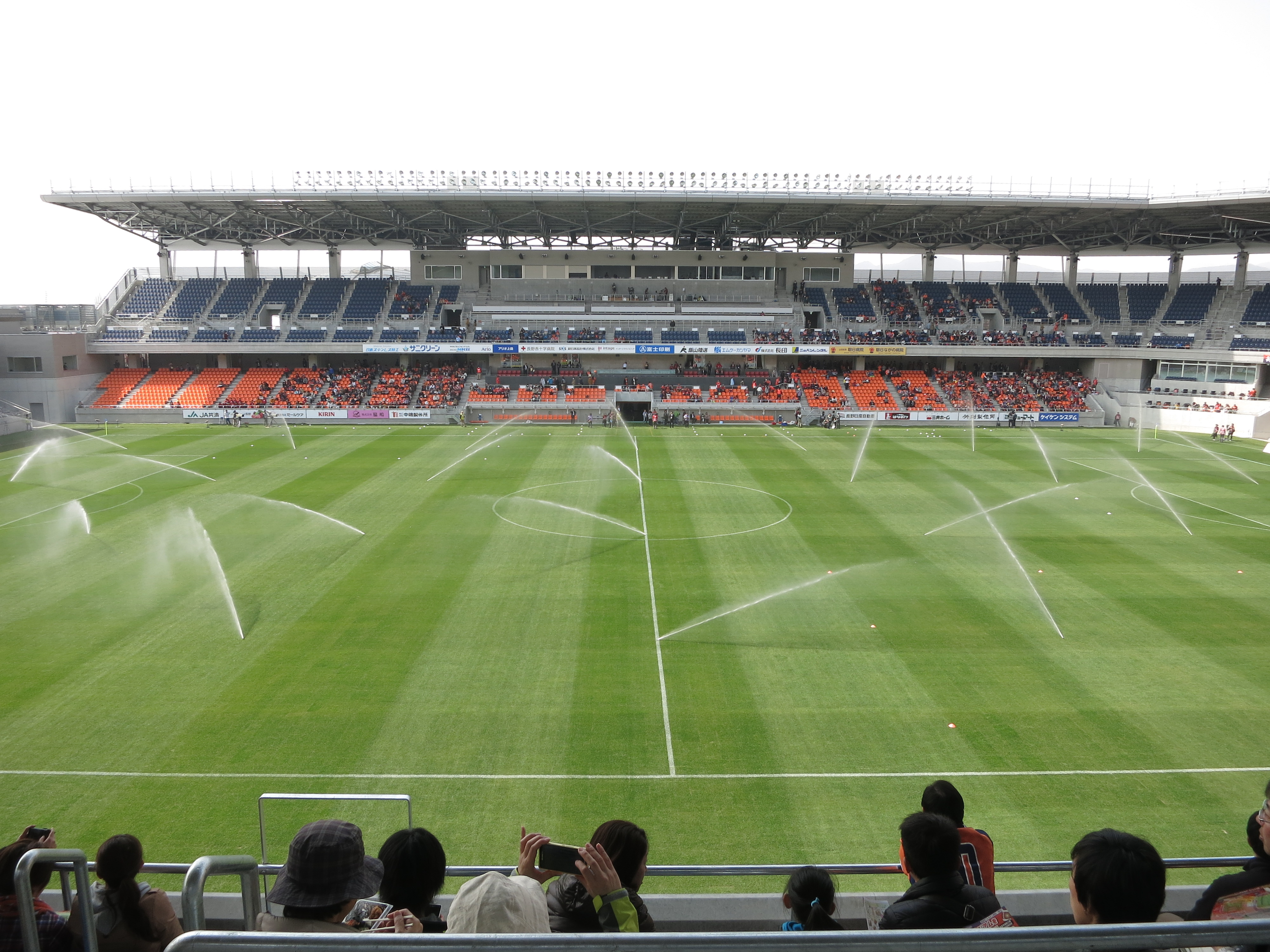
散水中のピッチ
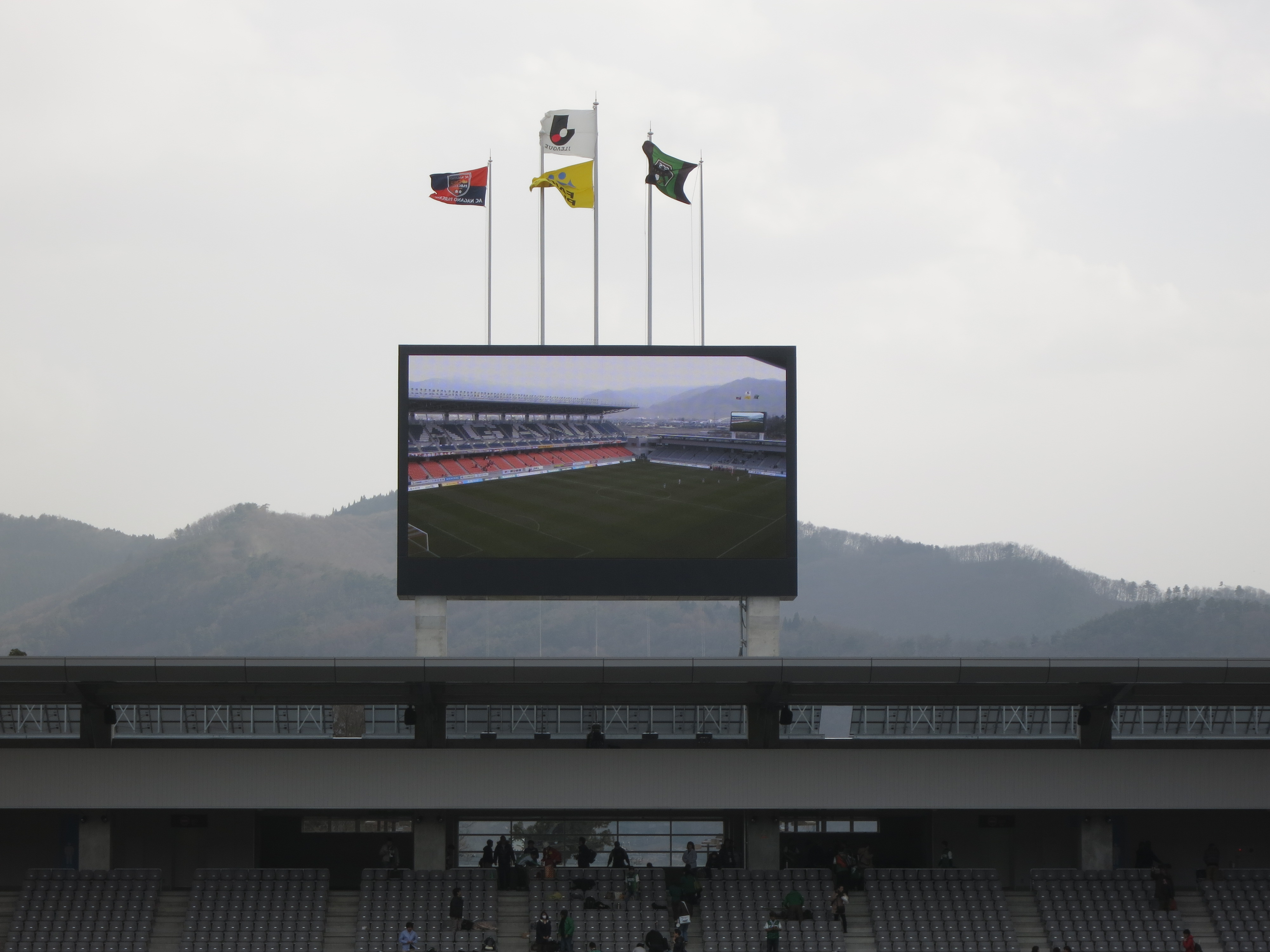
大型映像装置
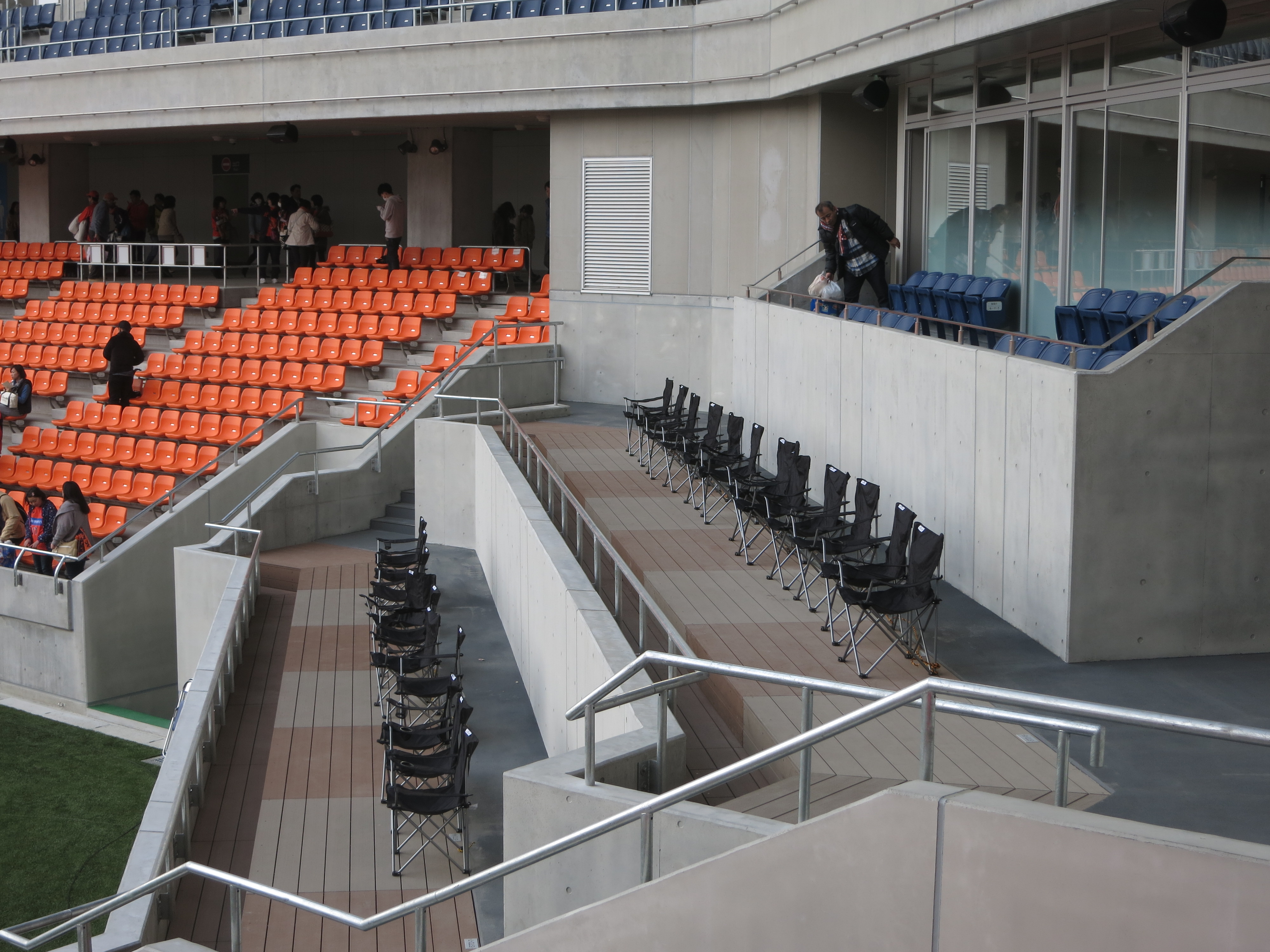
テラス席
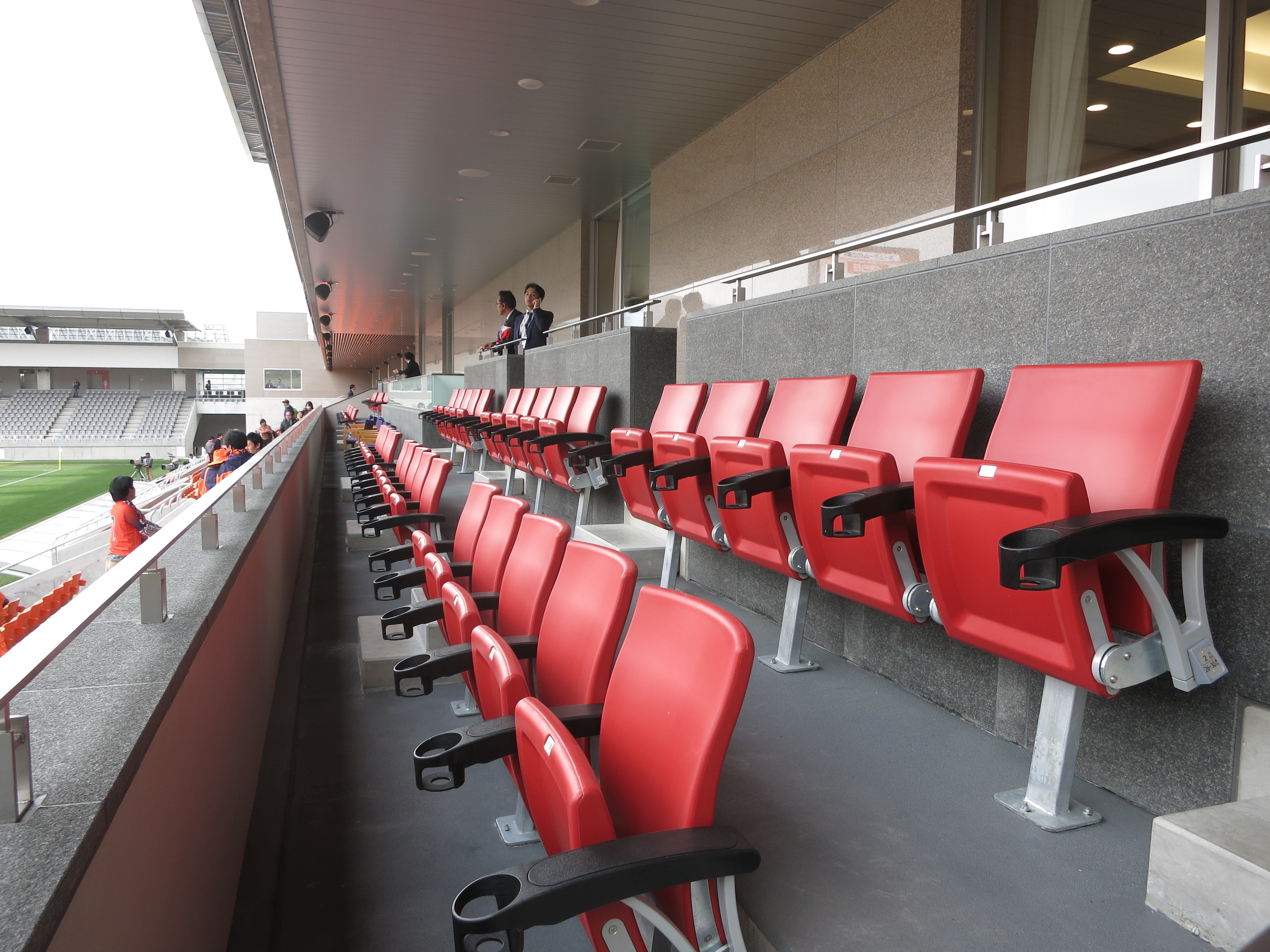
メインスタンドのVIP席
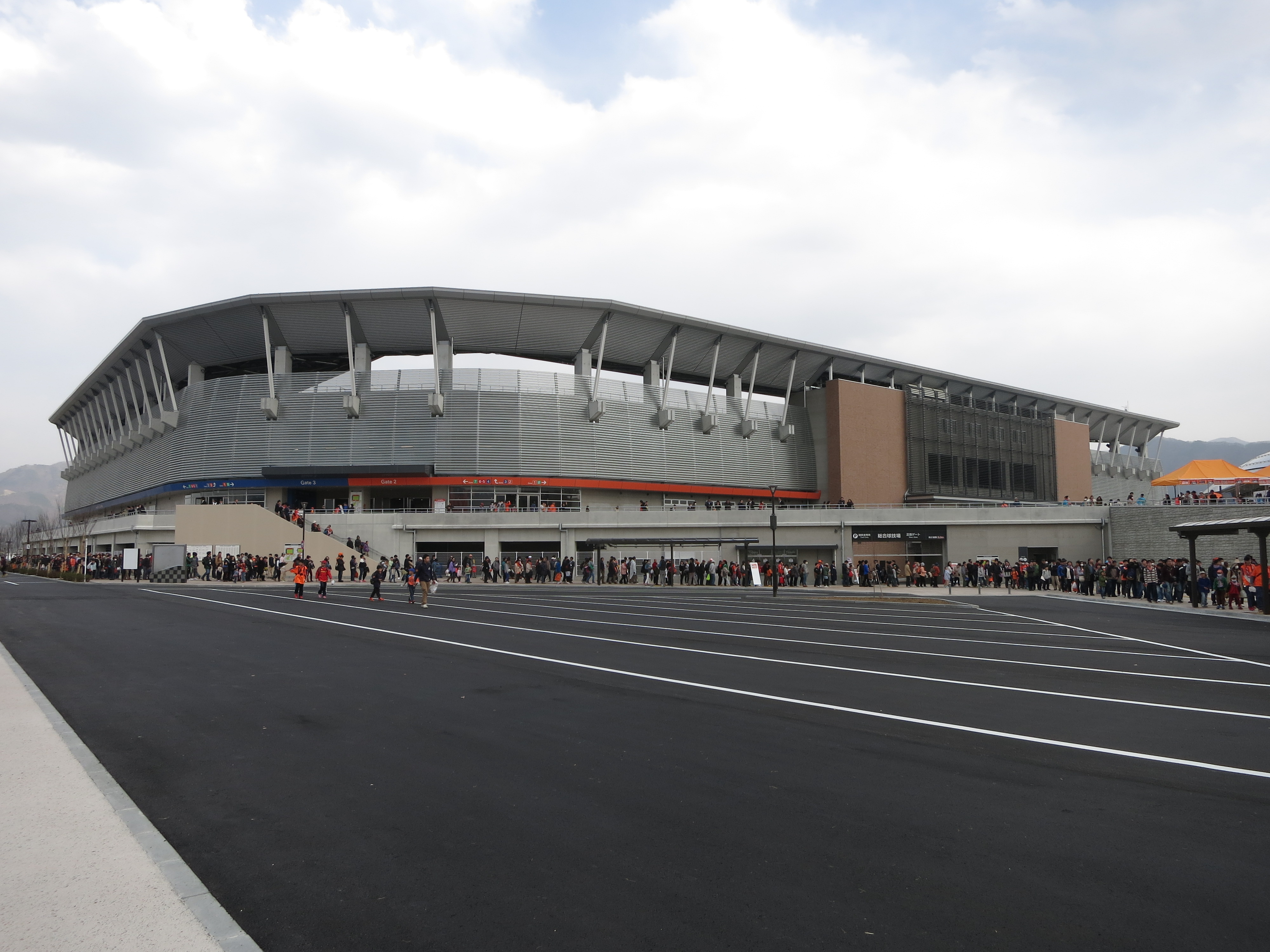
スタジアム外観